# Johann Amman

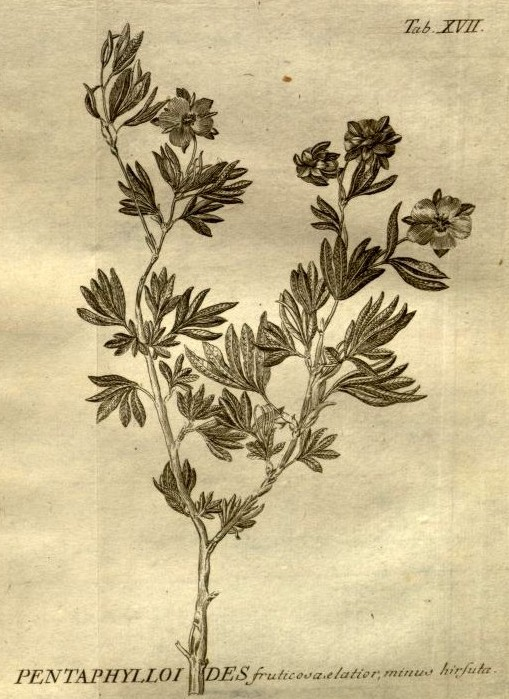
Dasiphora fruticosa (L.) Rydb.
Stirpium Rariorum

Johann Amman, Johannes Amman o Иоганн Амман (Sciaffusa, 22 dicembre 1707 – San Pietroburgo, 14 dicembre 1741), è stato un botanico e medico svizzero, membro della Royal Society e professore di Botanica presso l'Accademia russa delle scienze a San Pietroburgo.

## Biografia
Figlio del medico Johann Jakob Amman, dal 1727 al 1729 studiò Medicina e Botanica presso l'Università di Leida, dove si laureò sotto la guida di Herman Boerhaave.
Nel 1730 iniziò a collaborare con Hans Sloane per organizzare la sua collezione di storia naturale. Sloane fu fondatore del Chelsea Physic Garden e ideatore del British Museum.
Nel 1731 divenne membro della Royal Society.
Nel 1733, Amman si trasferì a San Pietroburgo su invito di Johann Georg Gmelin (1709-1755). Fu membro dell'Accademia russa delle scienze, inviando regolarmente a Sloane campioni di piante interessanti, quali la Gypsophila paniculata, e professore di Botanica e Storia Naturale, incarico che tenne fino al 1740.
Tra il 1736 e il 1746 Linneo mantenne una vivace corrispondenza con Amman.
Amman fondò il Giardino Botanico dell'Accademia delle Scienze sull'isola Vasilyevsky a San Pietroburgo nel 1736.
Nel 1739 sposò Elisabetha Schumacher, figlia di Daniel Schumacher, il bibliotecario di corte a San Pietroburgo.
Il genere Ammania delle Lythraceae non è stato così nominato in onore di Johann Amman, bensì di Paul Amman (1634-1691), botanico, fisiologo e direttore dell'Hortus Medicus presso l'Università di Lipsia.

## Opere principali
Amman è principalmente noto per la sua opera Stirpium Rariorum in Imperio Rutheno Sponte Provenientium Icones et Descriptiones, pubblicata nel 1739, in cui descrisse 285 piante dell'Europa orientale e della Ruthenia (oggi Ucraina).
Le tavole non sono firmate, anche se un'incisione sulla tavola dedicatoria del lavoro è firmata Philipp Georg Mattarnovy, un incisore italo-svizzero, Filippo Giorgio Mattarnovi (1716-1742), che lavorò presso l'Accademia di San Pietroburgo.